# Гран-при Триполи
Гран-при Триполи (итал. Gran Premio di Tripoli, араб. ‎ جائزة طرابلس الكبرى) — автомобильная гонка, проводимая в итальянской Ливии с 1925 по 1940 годы.

## История
Гоночный автомобильный спорт был популярен в предвоенной Италии и итальянские власти в 1925 году решили устроить ежегодное гоночное соревнование в Ливии, которая в то время была колонией Италии, как один из элементов колониальной политики и пропаганды для привлечения новых колонистов. С 1925 по 1933 год гонка проводилась на гоночной трассе за пределами Триполи. Гоночная трасса в это время составляла 71 километров 100 метров. Призовой фонд составлял 80 тысяч итальянских лир.
7 мая 1933 года губернатор Ливии Итало Бальбо открыл новую гоночную трассу расстоянием 13,14 км между Триполи и Таджурой возле озера Mellaha на месте бывшего аэродрома. Согласно правилам Гран-при участники должны были совершить 15 кругов по гоночной трассе. С 1933 по 1938 год не было ограничений на вес машины и мощность двигателя, поэтому Гран-при Триполи считалось самым скоростным в мире для того времени.
Во второй половине 30-х годов XX столетия на гонке превалировали автомобили германских марок, поэтому в 1939 году гонка была проведена среди автомобилей класса voiturette (объём двигателя до 1500 кубических сантиметров), однако немцы успели подготовить свою машину — Mercedes W165.
С началом II мировой войны соревнования Триполи Гран-при прекратились.
В 1945 году аэродром был расширен англо-американскими войсками для военных целей. В это время аэродром назывался «Mellaha Air Base». В настоящее время этот аэродром является вторым по величине в Триполитании и используется как вспомогательное подразделение международного аэропорта «Mitiga international airport».

## Победители
| Год  | Гонщик             | Модель автомобиля   |
| ---- | ------------------ | ------------------- |
| 1925 | Ренато Балестреро  | OM Pimespo          |
| 1926 | Франсуа Эйзерманн  | Bugatti Automobiles |
| 1927 | Эмилио Матерасси   | Bugatti             |
| 1928 | Тацио Нуволари     | Bugatti             |
| 1929 | Гастоне Брили-Пери | Talbot              |
| 1930 | Марио Борцаччини   | Maserati            |
| 1933 | Акилле Варци       | Bugatti             |
| 1934 | Акилле Варци       | Alfa Romeo          |
| 1935 | Рудольф Караччола  | Mercedes-Benz       |
| 1936 | Акилле Варци       | Auto Union          |
| 1937 | Герман Ланг        | Mercedes-Benz       |
| 1938 | Герман Ланг        | Mercedes-Benz       |
| 1939 | Герман Ланг        | Mercedes-Benz       |
| 1940 | Джузеппе Фарина    | Alfa Romeo          |